# FK Mariupol-2
FK Mariupol-2 (ukr. Футбольний клуб «Маріуполь-2», Futbolnyj Kłub "Mariupol-2") – ukraiński klub piłkarski z siedzibą w Mariupolu w obwodzie donieckim. Jest drugim zespołem klubu FK Mariupol. Założony w 26 lipca 1996 roku jako Metałurh-2. W latach 2002–2017 występował jako Illicziweć-2 Mariupol.
Zgodnie z regulaminem klub nie może awansować do ligi, w której już gra I zespół klubu, oraz nie może występować w rozgrywkach Pucharu Ukrainy.
Występuje w rozgrywkach ukraińskiej Drugiej Lihi.

## Historia
Chronologia nazw:
- 26 lipca 1996: Metałurh-2 Mariupol (ukr. ФК «Металург-2» Маріуполь)
- 17 grudnia 2002: Illicziweć-2 Mariupol (ukr. ФК «Іллічівець-2» Маріуполь)
- 14 czerwca 2017: FK Mariupol-2 (ukr. ФК «Маріуполь-2»)

Klub Illicziweć-2 Mariupol zaczął występować w rozgrywkach Drugiej Lihi od sezonu 2000/01.

## Sukcesy
- 2. miejsce w Pierwszej Lidze (1 x):

2005/06

## Inne
- FK Mariupol